# 호가창

통화 교환의 주문 장부 깊이 차트. x축은 단가, y축은 누적 주문 깊이이다. 왼쪽의 입찰(구매자), 오른쪽의 요청(판매자).

호가창은 (보통 증권 거래소에서 사용됩니다) 특정 금융 상품에 대한 구매자와 판매자의 수요와 공급을 기록하는 데 사용하는 (수동 또는 자동) 주문창이다.  호가창에 주문이 들어오면, 매칭엔진을 사용하여 특정 가격에 얼마나 거래가 채결되는지 결정된다.

## 증권 거래 호가창
증권 거래에서 호가창의 기본 요소는 매수량 매도량으로 이루어져 있다. 특정 상품의 각 가격대에 누가 먼저 주문을 넣었는지 순서대로 기록되며, 특별한 경우에는 누가 주문을 넣었는지도 식별이 가능하다. ( 다크 풀 에서와 같이 이 식별이 불확실한 경우에도 가능합니다). 호가창은 증권 수 및 매수물량과 매도물량을 나타낸다.

### 가격수준
시장가 주문을 의미한다. 예를 들어, 해당 가격 수준에 시장가 매수자가 있으면 그 가격의 매도주문이 매수량 만큼 채결이 된다.

### 크로스북
호가창이 매칭 엔진 의 일부인 경우, 매수자와 매도자의 채결이 이루어지기 위해 주문이 매칭된다. 입찰 가격이 최저 호가보다 높거나 같으면 해당 주문은 즉시 채결이 되며 미체결 주문에서 없어진다. 이 상태가 지속되면 시장의 오류나 상황으로 인해 호가창이 교차되었다고 한다.

### 호가창의 상단
매수주문의 가장 높은 가격과 매도주문의 가장 낮은 가격을 호가창의의 상단이라고 한다. 시장가로 주문을 할 시 가장 먼저 체결되는 가격이니 매우 중요하며, 최고 매수호가와 최저 매도호가의 차이를 매매가격차이 (스프레드) 라 한다.

### 호가 규모
호가 규모는 단순히 특정 시간에 주문이 유효한 가격 수준의 수를 나타낸다. 규모에 제한이 있는 호가창은 그 이상 혹은 이하의 가격으로 매수 매도주문이 불가하며, 반대로 제한이 없을 경우 원하는 가격대에 언제든 주문을 넣을 수 있다.

### 멀티-스페셜리스트 북
멀티-스페셜리스트 북은 그 증권/상품의 가격과 정보, 투자자의 제안 등이 담겨져 있다. 벨기에의 수학/경제학자인 Jean-François Mertens (장 프라수아 머틴)은 이것에 주문자 간에 작동하는 주문 일치 메커니즘을 추가 하였으며, 주어진 거래 증권/상품에 대한 시장가 뿐만 아니라 다른 상품의 가격까지 일차 함수로 보여지게 만들었다.

## 기타 용도
호가창은 마진 및 수익성 분석을 포함할 수 있는 실제 개별 주문 가격으로도 쓰여지며, 보통 시간대에 따라 주문자의 미체결 목록으로도 참조할 수 있다. 

## 참조자료
1. ↑  Mertens, J.F. (2003). “The limit-price mechanism”. 《Journal of Mathematical Economics》 39 (5–6): 433–528. doi:10.1016/S0304-4068(03)00015-6.